# 诺瓦瓦克斯2019冠状病毒病疫苗
诺瓦瓦克斯2019冠状病毒疾病疫苗（商品名：Covovax,Nuvaxovid，代號： NVX-CoV 2373） ，為一款已投入應用的2019冠狀病毒病疫苗，由美國諾瓦瓦克斯醫藥（Novavax）及流行病預防創新聯盟（CEPI）合作研製。此疫苗與絕大多數同類疫苗，均需接種兩次，但可於較高的溫度下（即 2至8 °C（36至46 °F））冷藏。世衛組織於2021年12月17日及21日先後向印度血清研究所及諾瓦瓦克斯原廠發出該種疫苗的緊急使用授權。

## 技術
諾瓦瓦克斯COVID-19疫苗採用蛋白質亞基及重組病毒糖蛋白納米顆粒技術，並分為兩個階段生產：在第一階段，經改造、含有製造SARS-CoV-2外殼刺突蛋白基因的棒狀病毒，會感染用作培殖的Sf9細胞，以產生刺突蛋白。而在第二階段，上階段製造的蛋白會被收集，並注入至直徑為50納米的固體脂質納米粒，每粒含有14枚SARS-CoV-2的刺突蛋白。
除了上述的蛋白顆粒外，此疫苗亦含有以皂苷為基礎的免疫佐劑。

## 研發歷史
2020年1月，諾瓦瓦克斯醫藥宣佈將會研發COVID-19疫苗，並給予代號為NVX-CoV2373。其時，市場上尚有十數家藥廠研發同類疫苗。
2020年3月，美國生物科技公司Emergent BioSolutions 獲諾瓦瓦克斯醫藥委託，以進行此疫苗的臨床前研究及早期人體試驗。 
2020年5月，NVX-CoV2373疫苗於澳洲開展首次人體安全性測試。
2020年7月，諾瓦瓦克斯醫藥宣佈美國聯邦政府將透過「曲速行動」，向此疫苗開發項目有條件批出160億美元的津貼。
2020年9月尾至12月，NVX-CoV2373疫苗的第三期臨床測試，分別於英國、美國及墨西哥進行，當中在美墨兩國的測試代號為「PREVENT-19」（NCT04611802）。
2020年9月2日，NVX-CoV2373疫苗的第一、二期臨床測試數據及結果被發表於《新英格蘭醫學期刊》。
2021年1月28日，NVX-CoV2373疫苗於英國的第三期臨床測試結果公佈，指出其預防有效率達89%，但中期測試結果指出此疫苗針對南非變種病毒株，僅有約50-60%的有效率。
2021年3月12日，諾瓦瓦克斯醫藥公佈此疫苗更詳細測試結果，其預防有效率達到96.4%，而針對英國及南非變種病毒株則為86%及55%；另外，諾瓦瓦克斯声称此疫苗預防重症的有效率為100%。同年6月，諾瓦瓦克斯醫藥又表示經過美國和墨西哥3萬多人的測試，疫苗的整體有效率為90.4%。
2021年12月17日，世界衛生組織宣布，批准第8款新冠疫苗，將
Novovax疫苗列入緊急使用名單。
2021年12月20日，歐盟委員會接納歐洲藥品管理局建議，批准向18歲或以上人士接種美國藥廠諾瓦瓦克斯（Novavax）研發的新型冠狀病毒肺炎（COVID-19）疫苗Nuvaxovid，為歐盟批准使用的第5款疫苗。

## 生產及應用

### 授權生產
2020年3月，負責此疫苗早期開發的美國生物科技公司Emergent BioSolutions，同時獲授權在該公司設於巴爾的摩的廠房代為生產疫苗。隨後，富士菲林旗下在英國比林漢姆的Diosynth藥廠（下稱「富士廠房」）、印度血清研究所亦獲授權生產此疫苗；當中，富士廠房將負責生產英國政府訂購的6,000萬劑疫苗，而後者代工生產的疫苗主要出口至發展中國家。
除上述的藥廠外，西班牙藥廠Zendal及波蘭Mabion生物科技公司，亦擬承接代工生產NVX-CoV2373疫苗的工作。
2021年4月，韓國決定購買4000萬劑諾瓦瓦克斯疫苗，疫苗將通過技術轉讓由韓國SK生物技術公司生產。4月27日，韓國總統文在寅在青瓦台會見諾瓦瓦克斯行政總裁斯坦利·埃爾克，對諾瓦瓦克斯迅速研發疫苗，並通過技術合作在韓國生產疫苗表達感謝。

### 各地使用及引進情況
2020年7月，美國政府通過「曲速行動」，訂購1億劑諾瓦瓦克斯COVID-19疫苗，為此疫苗的首張訂單。該等疫苗將於美國2019冠狀病毒病疫苗接種計劃中應用。
2021年2月2日，加拿大總理杜魯多宣佈，該國將會訂購過百萬劑諾瓦瓦克斯COVID-19疫苗，並將於蒙特婁新設的廠房製造。當此疫苗獲得加拿大衛生部批准後，將成為美國以外首個採用此等疫苗的國家。
2021年3月29日，英國政府宣佈將訂購6,000萬劑諾瓦瓦克斯COVID-19疫苗，以應付英國2019冠狀病毒病疫苗接種計劃的需求。該等疫苗將於英國的「富士廠房」生產，並由葛蘭素史克藥廠負責包裝工序。
2021年3月尾，香港衞生防護中心疫苗可預防疾病科學委員會主席劉宇隆向傳媒透露，香港特區政府打算訂購諾瓦瓦克斯COVID-19疫苗，作為香港2019冠狀病毒病疫苗接種計劃的第四款疫苗選項。然而，由於香港相關接種計劃的接種率偏低，導致已投入應用的疫苗出現過剩情況，目前政府暫時未有再討論訂購諾瓦瓦克斯COVID-19疫苗事宜。
2021年7月，諾瓦瓦克斯醫藥證實台灣已通過COVAX平台採購诺瓦瓦克斯2019冠状病毒病疫苗，衛福部防疫指揮官陳時中在7月2日表示除了通過COVAX採購，也已經與諾瓦瓦克斯醫藥談判直接採購疫苗。
2021年8月4日，欧盟委员会和Novavax宣布欧盟委员会批准一项1亿剂的预购协议，外加1亿剂作为购买选择。 一旦EMA 批准该疫苗，则从2021年第四季度开始供货。
2021年11月1日，印尼藥監部門批准诺瓦瓦克斯疫苗在該國緊急使用，為此疫苗在全球獲得的首個使用許可；16日後，菲律賓亦批准此疫苗在當地應用
。
2022年3月24日，中華民國中央流行疫情指揮中心表示採購Novavax疫苗，總數逾200萬劑。2022年6月18日，指揮中心表示預訂200萬劑Novavax疫苗有望7月陸續到貨。第一批50.4萬劑疫苗於6月30日運抵臺灣。
2022年7月14日，网易报道稱歐洲药品管理局認定诺瓦瓦克斯2019冠状病毒病疫苗的副作用可能导致严重过敏反应。